# Benoît Faure
Benoît Faure (Saint-Marcellin, Loira, 11 de enero de 1899 - Montbrison, 16 de junio de 1980) es un ciclista francés. Era conocido entre los ciclistas como la sonrisa.
Fue profesional entre 1925 y 1951, consiguiendo una cuadragésima de victorias, entre las cuales destaca una victoria de etapa al Tour de Francia de 1929.

## Palmarés
1928
- 4 etapas del Tour del Sudeste

1929
- 1 etapa del Tour de Francia

1932
- Paris-Caen
- 3.º en el Campeonato de Francia en Ruta

1934
- Tour de Corrèze

1935
- Vuelta a Suiza, más 2 etapas

1937
- París-Angers

1941
- Critèrium nacional

1943
- 2.º en el Campeonato de Francia en Ruta

## Resultados en las grandes vueltas
| Carrera         | 1926 | 1927 | 1928 | 1929 | 1930 | 1931 | 1932 | 1933 | 1934 | 1935 | 1936 | 1937 | 1938 | 1939 | 1940 | 1941 | 1942 | 1943 | 1944 | 1945 | 1946 | 1947 | 1948 | 1949 | 1950 | 1951 |
| --------------- | ---- | ---- | ---- | ---- | ---- | ---- | ---- | ---- | ---- | ---- | ---- | ---- | ---- | ---- | ---- | ---- | ---- | ---- | ---- | ---- | ---- | ---- | ---- | ---- | ---- | ---- |
| Giro de Italia  | -    | -    | -    | -    | -    | -    | -    | -    | -    | -    | -    | -    | -    | -    | -    | -    | -    | -    | -    | -    | -    | -    | -    | -    | -    | -    |
| Tour de Francia | 23.º | -    | -    | 15.º | '8º' | 13.º | 12.º | Ab.  | -    | 12.º | -    | -    | -    | -    | -    | -    | -    | -    | -    | -    | -    | -    | -    | -    | -    | -    |
| Vuelta a España | -    | -    | -    | -    | -    | -    | -    | -    | -    | -    | -    | -    | -    | -    | -    | -    | -    | -    | -    | -    | -    | -    | -    | -    | -    | -    |
| Mundial en Ruta | -    | -    | -    | -    | -    | -    | -    | -    | -    | -    | -    | -    | -    | -    | -    | -    | -    | -    | -    | -    | -    | -    | -    | -    | -    | -    |

-: no participa

Ab.: abandono